# أوين جونسون (صحفي)
أوين جونسون (بالإنجليزية: Owen Johnson) (و. 1878 – 1952 م) هو صحفي، ومؤلف، وروائي، وكاتب أمريكي، ولد في نيويورك، كان عضوًا في الأكاديمية الأمريكية للفنون والآداب، توفي في ماساتشوستس، عن عمر يناهز 74 عاماً.

## التعليم
تعلم في جامعة ييل
.

## روابط خارجية
- أوين جونسون على موقع قاعدة بيانات برودواي على الإنترنت (الإنجليزية)